# 宇水遥佳
宇水 遥佳（うすい はるか、1985年7月8日 - ）は、日本のモデル、女優。東京都出身。

## 人物・略歴
モデル、女優、ビューティーアドバイザーとして活動中。コンテストにも出場しており、横田冨佐子杯ブライダルコンテストグランプリ受賞、Mrs SDGs JAPAN初代グランプリ受賞。
2022年2月16日、沖縄県の独立プロ野球団・琉球ブルーオーシャンズの応援アンバサダーに就任（ただし、同球団は同年をもって活動を停止）。
趣味はゴルフ、旅行、食べ歩き。特技はピアノ。
2022年4月、結婚していたことを発表。

## 出演

### テレビ
- SUPER CAR RACE 本戦(BS-TBS)
- 4KTV
- ビリヤード８(TVK)
- QVCジャパン
- ニュースモーニングサテライト(テレビ東京)

### CM
- タカラレーベン「日めくりカレンダー」(テレビ東京)
- タカラレーベン「年末女子会～たこ焼き篇」(フジテレビ)
- タカラレーベン「年始女子会～黒豆篇」(フジテレビ)
- タカラレーベン「れ～べ～ダンス篇」(フジテレビ)
- タカラレーベン「頭の体操篇」(テレビ東京)
- タカラレーベン「楽天イーグルス応援篇」
- Super Car Race Series　「本戦予告篇」(BS-TBS)
- サントリー 「サントリーウイスキー」
- ユニ・チャーム「オールホワイト大好き篇」
- PRISMA「Japan篇」(フィンランド放映)
- サウジアラムコ(サウジアラビア放映)
- タカラレーベン「クリスマス・年末篇」(TOHOシネマズ)
- タカラレーベン「年始篇」(TOHOシネマズ)
- タカラレーベン「れ～べ～ダンス篇」(TOHOシネマズ)
- タカラレーベン「絵画コンクール　海篇」(TOHOシネマズ)
- タカラレーベン「絵画コンクール　BBQ篇」(TOHOシネマズ)

### 映画
- 信長協奏曲
- 正装戦士スーツレンジャー（2018年） - ピンクの同僚 役

### ラジオ
- ニッポン放送「今夜もオトパラ！」(レポーター）
- Rakuten.FM「楽天ブログ部」(パーソナリティー)
- RedsWave「YOU I GO ON」(パーソナリティー)
- Shibuya Cross-FM「東京モデルTV」(パーソナリティー)
- Rakuten.FM「Lunch Time Break」(パーソナリティー)

### 舞台
- 劇団空感エンジンプロデュース公演「LIFE〜未来のあなたのために」(薫役)
- 劇団空感エンジンプロデュース公演「LIFE〜空を見よう、星を見よう」(薫役)
- 劇団空感エンジンプロデュース公演「Go,Jet!GO!GO vol.4　Last Dance For Me!Me!Meee!」(茜役)

### 広告
- Hot Pepper
- ジョイフル恵利
- CYAN
- ベルーナ
- KEIKO KISHI S/S 2016
- KEIKO KISHI A/W 2016
- 元町ゼラール
- タカキュー

### ショー
- TOKYO FASHION COLLECTION 2014
- ASIA REALITY HAIR SHOW IN TOKYO 2014
- TK PRESENTS "PARACAS" FASHION SHOW
- ASIA REALITY HAIR SHOW IN TOKYO 2015
- KITAMURA HAI 全国大会 2015
- BRUE TOKYO FESTIVAL in ZEPP Diver City 2015